# سیارک ۱۸۷۷۱
سیارک ۱۸۷۷۱ (به انگلیسی: 18771 Sisiliang، نامگذاری:1999JA26) هجده هزار و هفتصد و هفتاد و یکمین سیارک کشف شده‌است که در ۱۰ مه ۱۹۹۹ کشف شد.
قدر مطلق سیارک برابر ۱۱.۲ است.